# Tuoshan-Grotten

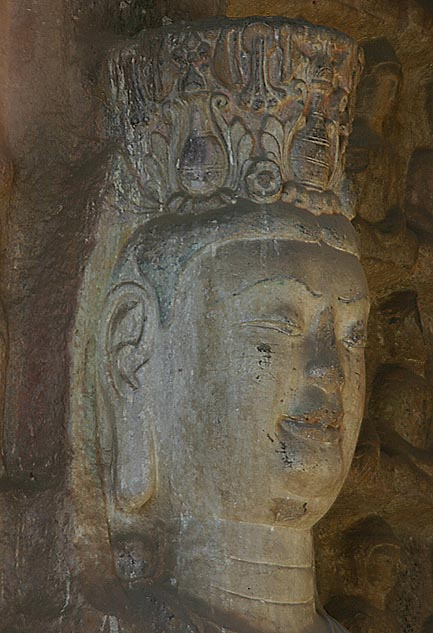
Detail einer Boddhisattva-Figur in den Tuoshan-Grotten

Die Tuoshan-Grotten (chinesisch 駝山石窟 / 驼山石窟, Pinyin Tuóshān shíkū, englisch Tuoshan Grottoes) sind eine buddhistische Höhlentempelanlage aus der Zeit der Nördlichen Zhou- (577–581) bis Tang-Dynastie (613–907). Sie befindet sich auf dem Gebiet der bezirksfreien Stadt Qingzhou in der Provinz Shandong, China im Gebirge Tuoshan („Kamelberg“). 
In den fünf Hauptgrotten sind 638 Steinskulpturen mit vielen Buddhadarstellungen erhalten. Die größte Statue, die des sitzenden Buddha, ist über 7 m hoch. 
Seit 1988 stehen die Tuoshan-Grotten auf der Liste der Denkmäler der Volksrepublik China in Shandong (3-46).